# رينيه كونيغ
رينيه كونيغ (بالألمانية: René König)‏ هو عالم اجتماع ومترجم ألماني، ولد في 5 يوليو 1906 في ماغديبورغ في ألمانيا، وتوفي في 21 مارس 1992 في كولونيا في ألمانيا.

## وصلات خارجية
- رينيه كونينغ على موقع IMDb (الإنجليزية)
- رينيه كونينغ على موقع مونزينجر (الألمانية)
- رينيه كونينغ على موقع ميوزك برينز (الإنجليزية)